# Allonnes (Eure-et-Loir)
Pour les articles homonymes, voir Allonnes.
Allonnes est une commune française située dans le département d'Eure-et-Loir en région Centre-Val de Loire.

## Géographie

### Situation

Situation géographique
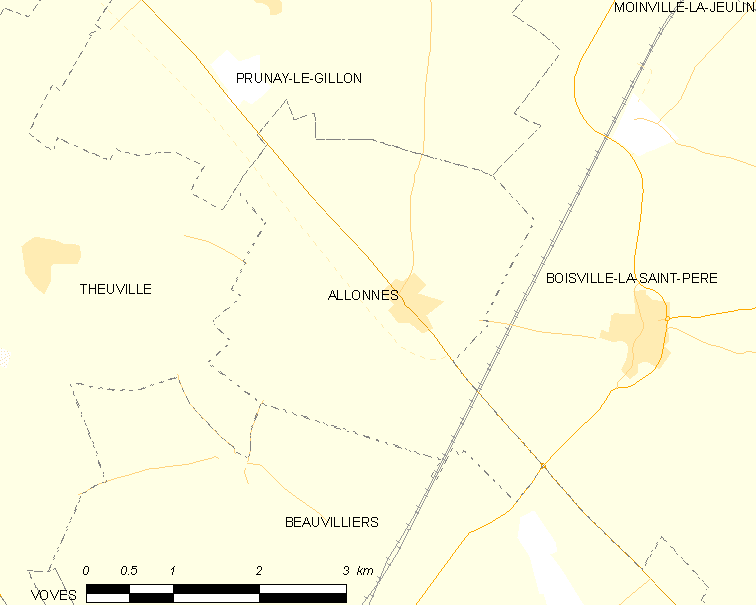
Carte de la commune d'Allonnes.
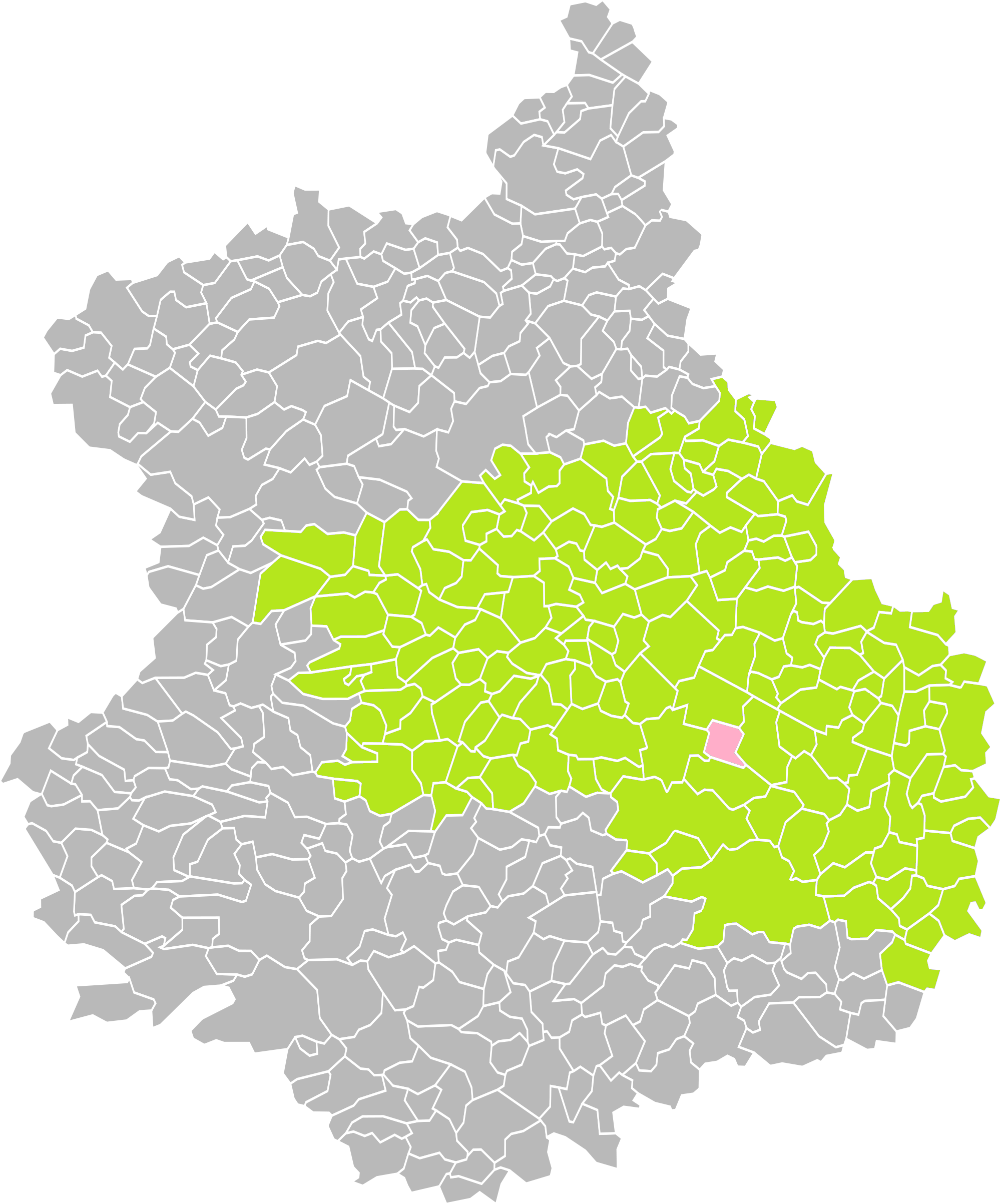
Allonnes (en rose) dans l'arrondissement de Chartres (en vert) du département d'Eure-et-Loir (grisé).

### Communes limitrophes
|           | Prunay-le-Gillon | Moinville-la-Jeulin     |
| Theuville | Allonnes         | Boisville-la-Saint-Père |
|           | Beauvilliers     |                         |

### Hameaux, lieux-dits et écarts
- Ymorville ;
- Émanville.

### Voies de communication et transports

#### Transports routiers
La commune est traversée par la route nationale 154.
Desserte par ligne d'autocar 20 du réseau TER Centre-Val de Loire.

#### Desserte ferroviaire
Allonnes partage avec Boisville-la-Saint-Père une gare de fret sur la ligne de Brétigny à La Membrolle-sur-Choisille (ligne de Paris-Austerlitz à Châteaudun).

### Climat
Pour des articles plus généraux, voir Climat du Centre-Val de Loire et Climat d'Eure-et-Loir.
En 2010, le climat de la commune est de type climat océanique dégradé des plaines du Centre et du Nord, selon une étude du CNRS s'appuyant sur une série de données couvrant la période 1971-2000. En 2020, Météo-France publie une typologie des climats de la France métropolitaine dans laquelle la commune est exposée à un climat océanique altéré et est dans la région climatique Sud-ouest du bassin Parisien, caractérisée par une faible pluviométrie, notamment au printemps (120 à 150 mm) et un hiver froid (3,5 °C).
Pour la période 1971-2000, la température annuelle moyenne est de 10,6 °C, avec une amplitude thermique annuelle de 15,2 °C. Le cumul annuel moyen de précipitations est de 631 mm, avec 10,6 jours de précipitations en janvier et 7,5 jours en juillet. Pour la période 1991-2020, la température moyenne annuelle observée sur la station météorologique de Météo-France la plus proche, « Louville », sur la commune de Louville-la-Chenard à 10 km à vol d'oiseau, est de 11,5 °C et le cumul annuel moyen de précipitations est de 625,8 mm,. Pour l'avenir, les paramètres climatiques de la commune estimés pour 2050 selon différents scénarios d'émission de gaz à effet de serre sont consultables sur un site dédié publié par Météo-France en novembre 2022.

## Urbanisme

### Typologie
Au 1er janvier 2024, Allonnes est catégorisée commune rurale à habitat dispersé, selon la nouvelle grille communale de densité à 7 niveaux définie par l'Insee en 2022.
Elle est située hors unité urbaine. Par ailleurs la commune fait partie de l'aire d'attraction de Chartres, dont elle est une commune de la couronne,. Cette aire, qui regroupe 117 communes, est catégorisée dans les aires de 50 000 à moins de 200 000 habitants,.

### Occupation des sols
L'occupation des sols de la commune, telle qu'elle ressort de la base de données européenne d’occupation biophysique des sols Corine Land Cover (CLC), est marquée par l'importance des territoires agricoles (97,3 % en 2018), en diminution par rapport à 1990 (100 %). La répartition détaillée en 2018 est la suivante : 
terres arables (97,3 %), zones urbanisées (2,7 %). L'évolution de l’occupation des sols de la commune et de ses infrastructures peut être observée sur les différentes représentations cartographiques du territoire : la carte de Cassini (XVIIIe siècle), la carte d'état-major (1820-1866) et les cartes ou photos aériennes de l'IGN pour la période actuelle (1950 à aujourd'hui).

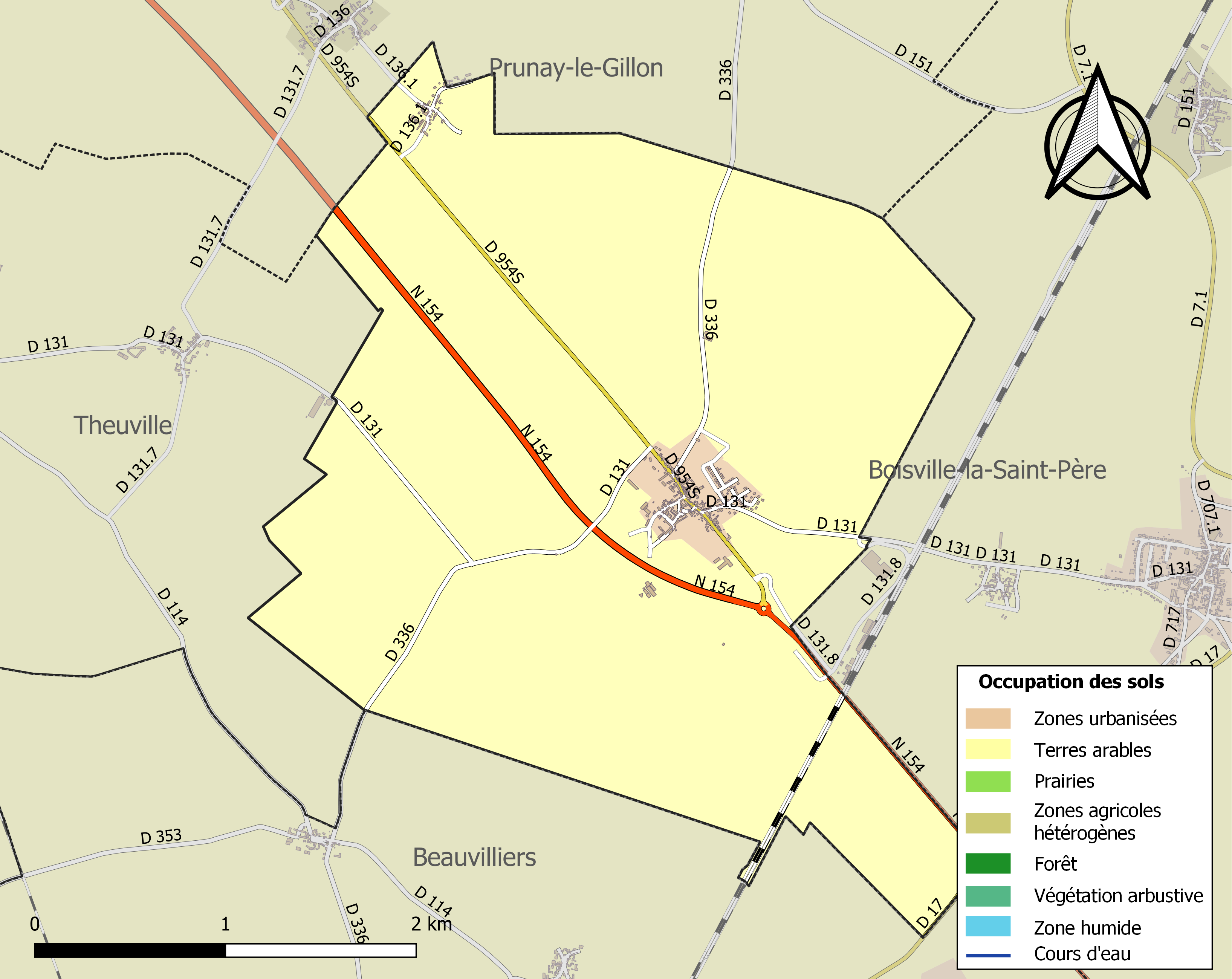
Carte des infrastructures et de l'occupation des sols de la commune en 2018 (CLC).

### Risques majeurs
Le territoire de la commune d'Allonnes est vulnérable à différents aléas naturels : météorologiques (tempête, orage, neige, grand froid, canicule ou sécheresse), inondations, mouvements de terrains et séisme (sismicité très faible). Il est également exposé à un risque technologique, le transport de matières dangereuses. Un site publié par le BRGM permet d'évaluer simplement et rapidement les risques d'un bien localisé soit par son adresse soit par le numéro de sa parcelle.

#### Risques naturels
Certaines parties du territoire communal sont susceptibles d’être affectées par le risque d’inondation par débordement de cours d'eau, notamment l'Eure et l'Aqueduc de l'Avre. La commune a été reconnue en état de catastrophe naturelle au titre des dommages causés par les inondations et coulées de boue survenues en 1999,.

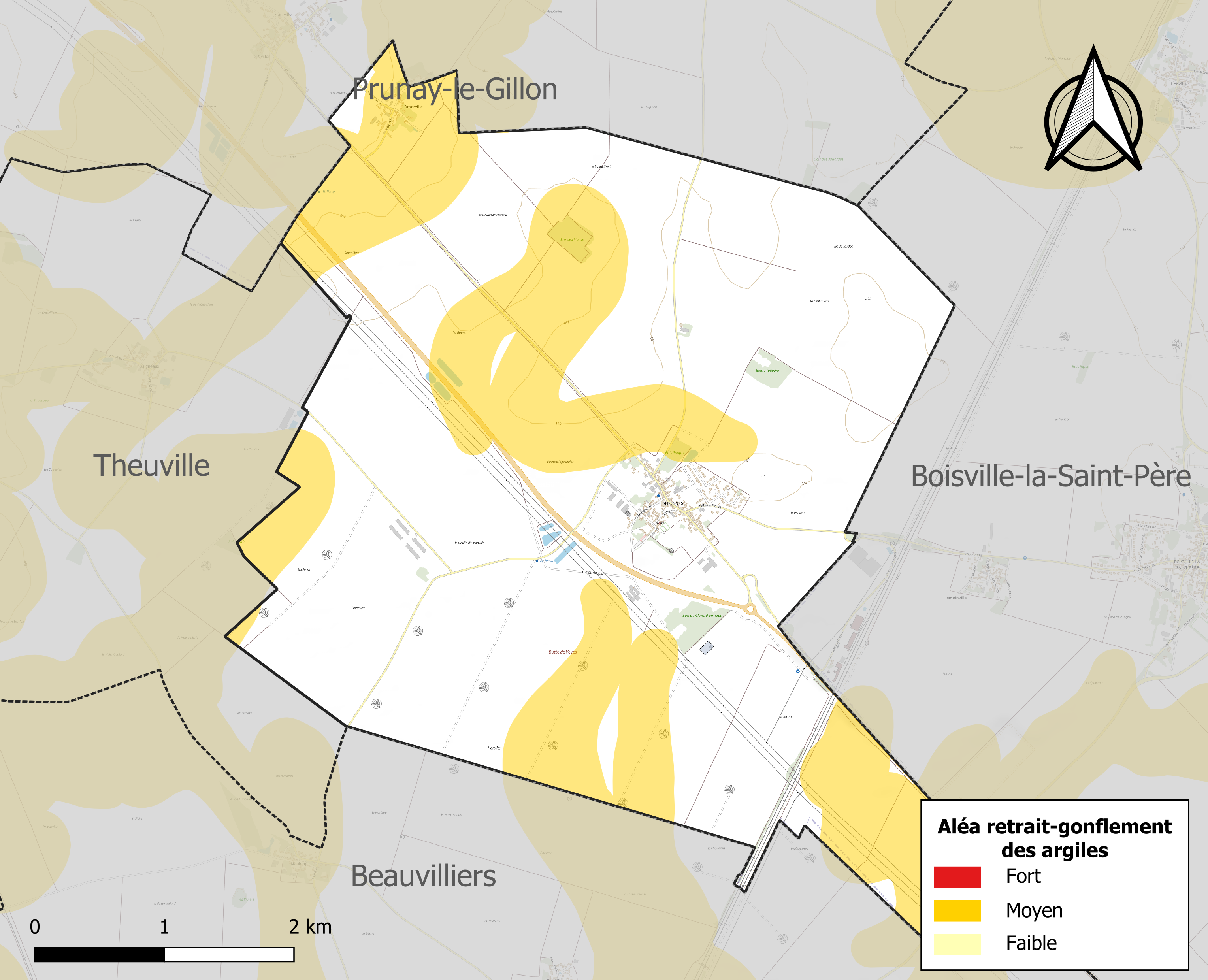
Carte des zones d'aléa retrait-gonflement des sols argileux d'Allonnes.

Les mouvements de terrains susceptibles de se produire sur la commune sont des affaissements et effondrements liés aux cavités souterraines. L'inventaire national des cavités souterraines permet de localiser celles situées sur la commune.
Le retrait-gonflement des sols argileux est susceptible d'engendrer des dommages importants aux bâtiments en cas d’alternance de périodes de sécheresse et de pluie. 30,6 % de la superficie communale est en aléa moyen ou fort (52,8 % au niveau départemental et 48,5 % au niveau national). Sur les 136 bâtiments dénombrés sur la commune en 2019, 19 sont en aléa moyen ou fort, soit 14 %, à comparer aux 70 % au niveau départemental et 54 % au niveau national. Une cartographie de l'exposition du territoire national au retrait gonflement des sols argileux est disponible sur le site du BRGM,.
Concernant les mouvements de terrains, la commune a été reconnue en état de catastrophe naturelle au titre des dommages causés par des mouvements de terrain en 1999.

#### Risques technologiques
Le risque de transport de matières dangereuses sur la commune est lié à sa traversée par des infrastructures routières ou ferroviaires importantes ou la présence d'une canalisation de transport d'hydrocarbures. Un accident se produisant sur de telles infrastructures est en effet susceptible d’avoir des effets graves au bâti ou aux personnes jusqu’à 350 m, selon la nature du matériau transporté. Des dispositions d’urbanisme peuvent être préconisées en conséquence.

## Toponymie
Le nom de la localité est attesté sous sa forme latine Alonna en 954. Il est à noter qu'Allones se retrouve nommé Allones-la-Maudite dans les registres des contrats du chapitre de Chartres datés de 1447, ainsi que dans les archives de l'évêché, en l'an 1538.
Pour ce toponyme d'origine celtique, la forme -onna indique l'existence d'une source, d'une fontaine ou bien d'un petit cours d'eau, il faut envisager une dérivation du nom de la déesse gallo-romaine des eaux Alauna,.

## Histoire

### Antiquité
Le site antique allonnais se déploie entre le cours de l'Eure et la RN 154, axe routier qui raccorde la ville de Chartres à Orléans. D'importantes structures à caractère domestique et publique datées de l'époque gallo-romaine sont signalées dès le XVIIIe siècle par l'antiquaire et archéologue Anne Claude de Caylus. Les prospections archéologiques aboutissent également au dégagement d'un milliaire, témoignage de l'existence d'une via romana passant par Allonnes.

## Politique et administration

### Liste des maires
| Période                                  | Période  | Identité       | Étiquette | Qualité |
| ---------------------------------------- | -------- | -------------- | --------- | --- |
| Les données manquantes sont à compléter. |          |                |           | |
| 1954                                     | 1989     | Jean Gallet    | PS        | Agriculteur, ancien résistant Suppléant du député Georges Lemoine (1978-1981) Député d'Eure-et-Loir (1re circ.) (1981 → 1986) |
| 1989                                     | En cours | Claude Gallet, |           | Ancien agriculteur exploitant                                                                                                 |

## Population et société

### Démographie
L'évolution du nombre d'habitants est connue à travers les recensements de la population effectués dans la commune depuis 1793. Pour les communes de moins de 10 000 habitants, une enquête de recensement portant sur toute la population est réalisée tous les cinq ans, les populations de référence des années intermédiaires étant quant à elles estimées par interpolation ou extrapolation. Pour la commune, le premier recensement exhaustif entrant dans le cadre du nouveau dispositif a été réalisé en 2004.

En 2022, la commune comptait 319 habitants, en évolution de +2,24 % par rapport à 2016 (Eure-et-Loir : −0,23 %, France hors Mayotte : +2,11 %).
| 1793 | 1800 | 1806 | 1821 | 1831 | 1836 | 1841 | 1846 | 1851 |
| ---- | ---- | ---- | ---- | ---- | ---- | ---- | ---- | ---- |
| 350  | 328  | 373  | 412  | 416  | 426  | 388  | 381  | 428  |

| 1856 | 1861 | 1866 | 1872 | 1876 | 1881 | 1886 | 1891 | 1896 |
| ---- | ---- | ---- | ---- | ---- | ---- | ---- | ---- | ---- |
| 452  | 445  | 470  | 428  | 410  | 404  | 412  | 374  | 362  |

| 1901 | 1906 | 1911 | 1921 | 1926 | 1931 | 1936 | 1946 | 1954 |
| ---- | ---- | ---- | ---- | ---- | ---- | ---- | ---- | ---- |
| 339  | 326  | 341  | 270  | 284  | 283  | 245  | 274  | 247  |

| 1962 | 1968 | 1975 | 1982 | 1990 | 1999 | 2004 | 2006 | 2009 |
| ---- | ---- | ---- | ---- | ---- | ---- | ---- | ---- | ---- |
| 211  | 222  | 188  | 168  | 252  | 264  | 289  | 298  | 312  |

| 2014 | 2019 | 2022 | - | - | - | - | - | - |
| ---- | ---- | ---- | - | - | - | - | - | - |
| 318  | 316  | 319  | - | - | - | - | - | - |

## Économie

### Parc éolien
- Mis en service en septembre 2014 par la société JPee, le parc éolien du moulin d'Émanville, implanté également sur la commune voisine de Beauvilliers comprend dix-sept turbines Vestas V112 d'une puissance de 3 MW chacune, totalisant une puissance de 51 MW[30].

## Culture locale et patrimoine

### Lieux et monuments

#### Autres lieux et monuments
- Nécropole mérovingienne et ancienne chapelle Saint-Sulpice[31],[32].

### Personnalités liées à la commune
- Jean Gallet, athlète et homme politique français, né le 18 mai 1916 à Allonnes, où il est mort le 20 octobre 1989.

### Héraldique
| Blason de Allonnes | Blason  | De gueules à une éolienne sur son mât d'argent, cantonnée de huit épis de blé tigés, empoignés par deux et posés en bande à dextre et en barre à senestre, et soutenue de l'inscription « ALLONNES » en lettres capitales, le tout d'or. |
| Blason de Allonnes | Détails | Le statut officiel du blason reste à déterminer. |